# 弗洛伊德 (弗吉尼亚州)
弗洛伊德（英語：Floyd）是美国弗吉尼亚州弗洛伊德县的一个城镇，也是弗洛伊德县的县政府所在地。 2010 年人口普查有 425 人。弗洛伊德最初被命名为杰克逊维尔，因为周围的县是在安德鲁杰克逊总统任期内形成的。

## 历史
历史街区、长老会教堂、Glenanna 、Phlegar Farm和Oakdale已被列入国家历史名胜名录当中。